# Kanton Manzat
Manzat is een voormalig kanton van het Franse departement Puy-de-Dôme. Het kanton maakte deel uit van het arrondissement Riom. Het werd opgeheven bij decreet van 21 februari 2014, met uitwerking op 22 maart 2015.

## Gemeenten
Het kanton Manzat omvatte de volgende gemeenten:
- Les Ancizes-Comps
- Charbonnières-les-Varennes
- Charbonnières-les-Vieilles
- Châteauneuf-les-Bains
- Loubeyrat
- Manzat (hoofdplaats)
- Queuille
- Saint-Angel
- Saint-Georges-de-Mons
- Vitrac